# Avvistamento di Hopeh

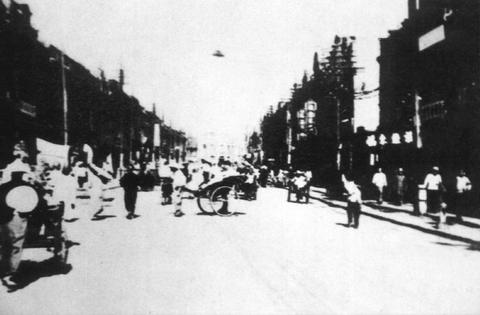

L’avvistamento di Hopeh si riferisce ad un presunto UFO che appare in una fotografia realizzata in Cina nel 1942 nella provincia di Hopeh (oggi Hebei).

## La foto
Un giovane studente giapponese, Masujiro Kiryu, affermò di avere trovato la foto nell’album fotografico di suo padre, risalente alla seconda guerra mondiale. Il padre dello studente, mentre era di stanza in Cina, l’avrebbe acquistata nel 1942 a Tientsin da un venditore di souvenir. 
Su dove e quando la foto sia stata realizzata, i pareri sono discordi. Secondo alcuni sarebbe stata scattata da un fotografo locale, secondo altri da un giornalista giapponese; potrebbe essere stata ripresa nel 1942, nel 1941 o anche qualche anno prima. L’ufologo cinese Shi Bo (residente in Francia), nel suo libro La Chine et les extraterrestres, pubblicato nel 1983, ha riportato la notizia che la foto sarebbe stata scattata nel 1942 in una città non precisata del nord della Cina e sarebbe stata ripresa da un cittadino statunitense. Il fotografo avrebbe visto all’improvviso un oggetto a forma di cappello che si spostava silenziosamente nel cielo e l’avrebbe ripreso nella foto. 

## Ipotesi
Nella foto si vedono alcune persone che sembrano indicare l’oggetto e secondo vari ufologi ciò sarebbe un elemento a favore della sua genuinità. Tuttavia, nella foto vi sono altre persone che sembrano non curarsi dell’oggetto. Gli scettici fanno notare che la foto è abbastanza sgranata e difficile da interpretare mentre l’oggetto è abbastanza chiaro, tuttavia in mancanza del negativo non è possibile fare un’analisi adeguata.  Alcuni ritengono che l’oggetto ripreso potrebbe essere un uccello oppure un lampione stradale attaccato ad un filo orizzontale non visibile. 